# Theo Lutters
Theodorus (Theo) Lutters (Venray, circa 1854 - Utrecht, 7 december 1938) was een Utrechtse stukadoor/beeldhouwer, die rond 1890 moderne giettechnieken gebruikte om met portlandcement en stampbeton beelden en ornamenten te maken.

## Biografie
Lutters werd omstreeks 1854 geboren als zoon van Paulus Radbodus Lutters en Mechelina Franciscus Beckers. Paul was evenals zijn vader Christiaan metselaar.
De familie Lutters heeft een merkwaardige oorsprong. Zij stamt af van Goort Luthers, die in 1752 te Deurne eeuwige trouw beloofde aan Jacomijna van Duuren en bij haar twee kinderen verwekte. Een van hen was Willem, de vader van bovengenoemde Christiaan en aldus overgrootvader van Theo. In 1755, toen Jacomijna in verwachting was van haar tweede kind, dook een vrouw uit Brüggen op, die aangaf al met Goort getrouwd te zijn en kinderen van hem te hebben: bigamie dus. Daarop werd Goort verplicht met zijn eerste vrouw huiswaarts te keren, Jacomijna met haar twee zoontjes achterlatend. Naast de Venrays-Utrechtse tak bestaat er ook een Deurnese 'bouwkundige tak' van de familie, afstammend van Christiaans broer Mattijs, waaruit het nog altijd bestaande Lutters Bouwbedrijven BV voortkomt.
Theo Lutters kwam in 1885 vanuit Venray naar Utrecht om als stukadoor en metselaar te gaan werken. Twee jaar later opende zijn vader een zaak voor hem aan de Gildstraat 151: ‘P.R. Lutters en zoon, stukadoors’. Halverwege de jaren tachtig van de 19e eeuw brak een bouwgolf los. De toenmalige bouwstijl neorenaissance vroeg om uitbundige ornamentering en beelden als ondersteuning van de balkons.
Lutters en zijn collega's konden die beelden veel goedkoper leveren dan de beeldhouwers die nog in steen hakten. Dat was voor de architect Berlage reden om Lutters c.s. 'leugenaars' te noemen.
Rond 1890 had Lutters vijf knechten in dienst en was zijn inkomen zo hoog dat hij de leden van de Staten Generaal en Provinciale Staten mocht kiezen. In het adresboek van de stad Utrecht stond daarom een sterretje bij zijn naam.
Theo Lutters, later bijgestaan door zijn broer Frans, hadden hun woonhuizen en atelier aan de F.C. Dondersstraat 5 en 7. Nummer 7 is in 1972 afgebroken, nummer 5 bestaat nog en laat het kunnen van de gebroeders Lutters zien. Aardig is ook de spoorrails die onder de chique voordeur doorloopt. Daarover werden de zakken cement naar binnen gereden.